# Jean Sylvain Bailly
Jean Sylvain Bailly, född 15 september 1736 i Paris, död (avrättad) 12 november 1793, var en fransk astronom och statsman.
Bailly utförde flera berömda arbeten inom den astronomiska vetenskapen (bland annat Histoire de l'astronomie ancienne, Histoire de l'astronomie moderne). Han invaldes 1778 som utländsk ledamot nummer 106 av Kungliga Vetenskapsakademien och 1784 i Franska vetenskapsakademin.
Sin största ryktbarhet vann Bailly dock genom den betydande roll han spelade i franska revolutionens första skeden. Som deputerad för Paris i tredje ståndet satt han i États généraux 1789, blev, sedan nämnda stånd förklarat sig för nationalförsamling, dess president och ledde som sådan förhandlingarna under den minnesvärda sessionen då församlingen svor Eden i Bollhuset den 20 juni. Efter Bastiljens kapitulation (14 juli) utnämnd till maire (borgmästare) i Paris, utmärkte sig Bailly på denna svåra post genom rättvisa och hovsamhet, men ådrog sig därigenom jakobinernas hat, vilka beskyllde honom för rojalistiska tänkesätt. Sedan han i november 1791 nedlagt sitt ämbete, drog han sig tillbaka till Melun, men blev av sina fiender anklagad, förd till Paris och dömd till döden 11 november 1793 samt följande dag avrättad. I sina Mémoires d'un témoin de la révolution, vilka utgavs 1804, gav han en skildring av revolutionens händelser.
Nedslagskratern Bailly på månen är uppkallad efter honom.